# Gradište
Gradište je općina u Hrvatskoj. Često se ovo naselje naslovljava i kao Gradište kod Županje.

## Zemljopis
Prema svom zemljopisnom položaju i dnevnomigracijskim obilježjima općina Gradište pripada županjskoj Posavini.
Gradište je smješteno na samome istočnom rubu Hrvatske, 5 kilometara sjeverno od Županje te oko 250 km istočno od Zagreba.
Gradište, općina u zapadnom Srijemu, prostire se danas na 5756 ha od čega je 3652 ha oranica, 81 ha voćnjaka, 1 ha vinograda, 57 ha livada, 48 ha pašnjaka, 1314 ha šuma te 543 ha neplodnog tla. Po svojoj ukupnoj površini Gradište je, kada se uzmu u obzir naselja bivše općine Županja, prostorno manje od Bošnjaka, Babine Grede, Drenovaca, Vrbanje, Soljana, a veće od Cerne, Županje, Strošinaca, Posavskih Podgajaca, Štitara, Gunje, Đurića, Rajevog Sela i Šiškovaca. 

## Stanovništvo
Po popisu stanovništva iz 2001. godine, općina Gradište imala je 3382 stanovnika, raspoređenih u jednom naselju – Gradištu.
Popis iz 1991. godine nalazi u selu 3297 žitelja. Po neslužbenim podacima iz 2001. godine u Gradištu živi 3514 žitelja. Zanimljivo je primijetiti da je u Vukovarsko-srijemskoj županiji jedino Gradište mjesto u kojem ima više muškaraca od žena (50,9 – 49,1 %).  Najbrojnije su osobe između 20 i 24 godine (8,2 %), a najmanje je osoba između 70 i 74 godine (2,7 %). 
Na djecu do 14 godina otpada 20,6 % stanovnika, a onih do 34 godine ima 51,1 %. Ako ove brojke usporedimo s prosjekom u Hrvatskoj ili pak s općinama u Vukovarsko-srijemskoj županiji dobivamo da u Gradištu živi mlađe stanovništvo. Naime, u Hrvatskoj je najviše osoba između 35 i 39 godina, a u općinama u županiji najviše osoba ima između 25 i 29 godina starosti.
| broj stanovnika | 2657  | 2863  | 2859  | 3048  | 2986  | 3002  | 2589  | 2592  | 3160  | 3345  | 3547  | 3520  | 3274  | 3297  | 3382  | 2773  | 2227  |
|                 | 1857. | 1869. | 1880. | 1890. | 1900. | 1910. | 1921. | 1931. | 1948. | 1953. | 1961. | 1971. | 1981. | 1991. | 2001. | 2011. | 2021. |

| broj stanovnika | 2657  | 2863  | 2859  | 3048  | 2986  | 3002  | 2589  | 2592  | 3160  | 3345  | 3547  | 3520  | 3274  | 3297  | 3382  | 2773  | 2227  |
|                 | 1857. | 1869. | 1880. | 1890. | 1900. | 1910. | 1921. | 1931. | 1948. | 1953. | 1961. | 1971. | 1981. | 1991. | 2001. | 2011. | 2021. |

## Povijest
Prema nalazima i tvrdnjama arheologa i historičara Slavonija je bila naseljena nekoliko tisuća godina prije dolaska Slavena. Brojne iskopine i različiti alati koji su služili za ribolov na Savi, obranu od visoke vode i sl. dovoljan su dokaz postojanja neolitskih naselja u ovom kraju. U povijesno vrijeme ovdje su dosta učinili Rimljani. Tu su oni utvrdili više mjesta na važnijim putovima. Oko 637. godine naseliše ovaj kraj naši narodi. Imena sela, primjerice Gradišta, upravo nam svjedoče kako su ovi krajevi bili nastanjeni – slavenizirani. U srednjem vijeku (1220. g.) pripao je ovaj kraj uz Savu pod Vukovsku županiju. Najmoćnije plemstvo bili su Gorjanski. Neka naselja nastala su upravo u to vrijeme. Cerna je tada imala kaštel i varoš, a Ivankovo je bilo poznato carinsko mjesto.
Budući da ovaj kraj nema nekih znamenitih spomenika svoje davne prošlosti, da se ne nalaze kamene ploče i natpisi, ostaci velikih građevnih zdanja, pa je vjerojatno stoga i smatran povijesno beznačajnim. No ipak, i ovaj kraj ima kakvu takvu svoju povijesnu i kulturnu prošlost, koja se istina ne ogleda u kamenim i ostalim povijesnim spomenicima, već u zemljišnom nazivlju, po kome je ostala «zapisana» na ovome tlu tijekom minulih stoljeća sve do danas. 
Kako ti nazivi mjesta pored ostalog ukazuju na neke izuzetne prilike, društvena zbivanja i pojedine povijesne osobe, onda bi se moglo reći da ovo područje nije bez povijesnih izvora, već je samo, povijesno i topografski, neistraženo i neobrađeno. Postoje i brojna arheološka nalazišta s kulturnim slojevima zemlje, te ostaci obrambenih «Graca», što sve dakako govori o životu i stupnju duhovne i materijalne kulture prisutnog življa na njemu, kroz protekla vremenska razdoblja. Tako primjerice gradištanski poljski potez «Kamenište», odaje tragove iz doba rimskog posvoja. Brojne opeke, podne i krovne pločice, te mnoštvo kamenih mozaika i odlomaka jarko crvene žbuke, izbačenih na površinu traktorskim oranjem, svjedoče da je na tom mjestu stajalo veliko i raskošno zdanje. 
Natpisi na oštećenim pločama ukazuju na mogućnost, da se tu nalazio «Lager» II. Rimske konjaničke legije iz Sirmiuma. I «veliko brdo» poznato je od davnina po nalazima rimskih opeka, osobito u njegovu podnožju. Prije Turaka selo nije zabilježeno pod današnjim imenom, nego se u opisivanju Cerne 1408. godine samo napominje da se pored toga mjesta nalazi grad, castrum, na savskom otoku (castrum in insula ave habitum). U toj napomeni ne navodi se da se na tom položaju nalazi kakvo selo, nego samo da tu postoji veliko utvrđenje, koje je najvjerojatnije građeno mnogo prije, oko 11. stoljeća. Ono potječe iz vremena kada još nije bilo državne veze Hrvata s Mađarima, te su te utvrde podizali pojedini knezovi na zgodnim položajima kako bi obranili svoje zemlje. 
Podalje od sastavaka Repovca i Berave na desnoj strani potoka koji je dalje stekao ime Bosut, nalazi se u čistoj ravnici povišenje, «brdo» s dva vrha, jednim od 108 i drugim od 103 metra visine. Spomenuto staro utvrđenje bilo je zasigurno zahvatilo oba vrha braneći na taj način cijeli položaj. Pored dva utvrđenja položaj su branili i potoci Repovac, Berava i Bosut koji su svojim obiljem vode u poplavno vrijeme stvarali otok. Inače, izuzev «brda» te nešto uzvišenijih dijuvijalnih naslaga na sjeveru ovog područja, čitava površina je ravničarska s nešto manjim depresijama oko Biđa i Bosuta. Rijeka Sava nekad, a danas i drugi vodotoci, izgradila je svojim radom poslije nestanka Panonskog jezera u jezerskim talozima prostranu aluvijalnu ravan. 
Stalnim poplavama, pretežno u jesen i proljeće, Sava i ostale rijeke njene pritoke izgradile su plodne površine, na kojima se formirala, pri umjereno-kontinentalnoj klimi, određena vegetacija. Podzemne vode, manje padaline uvjetovale su rast šume nadaleko poznatog slavonskog hrasta i jasena. Predaja je utvrdila da su se kmetska sela toga grada prije Turaka nalazila istočno u Banisavu, Osatnom, Virovcima, Gredu, Bičkim selima i Deševu. Bliže gradu sela su bila Ivaniševci i Poljica. 
Najjače naselje bilo je u prvo vrijeme ono pored same tvrđave, koje je i po njoj nosilo svoje ime. Vjerojatno da se takav položaj održao do konca turskog gospodstva. U novim prilikama ubrzo je počelo naseljavanje spomenutih prostranih sela u samo središnje naselja pored tvrđave. Dolaskom Turaka utvrđenja u Cerni i Gradištu pripadala su jednom posjedniku. Turci su na poljansku utvrdu (na mjestu današnjih Rokovaca) napali jedne nedjelje kada je puno svijeta bilo u crkvi na misi. Predaja kaže da je u crkvi bila i gospodarica tvrđave i posjeda. Predaja dalje nastavlja da je turska vojska lako svladavši gradsku posadu htjela uhvatiti i gospodaricu, ali je ona pobjegla u tvrđavu na mjestu današnjeg Gradišta. Turci ljutiti što nisu ostvarili svoju nakanu uhićenja, razore tvrđavu u Poljani i Gradištu. Iz povijesnih dokumenata je razvidno da su Turci predajom dobili Poljanu, Cernu i Gradište. U gruntovnici iz 1786. godine stoji kako seosko posjedovno zemljište Gradišta ima jedanaest poljskih predjela, koji nose brojčane oznake i ime veće ili značajnije rudine na tome prostoru. 
U opisu naselja kraljevine Slavonije i vojvodstva Srijema iz 1786. godine možemo pročitati kako je Gradište naselje u ravnici od 105 kuća od kojih je 94 prekriveno šindrom, jedna trskom i deset slamom. Ima časnički stan od pletera pod krovom od šindre, zatim na isti način građenu crkvu i seosku stražaru. Ulice su uređene pod konac. Ovo naselje ima pred sobom dva brežuljka gdje ima i vinograda. Leži nedaleko od rijeke Bosut, a na pola sata hoda na rječice Bistrici vidi se gomila kamenja, koja je u davna vremena možda bila neka utvrda. Iz spomenutog izvora vidljivo je kako Gradište tih godina biva srednje razvijeno naselje: više kuća ima Babina Greda (120), Bošnjaci (142) i Cerna (120), dok Drenovci imaju 98, Đurići 24, Gunja 61, Podgajci 44, Račinovci 55, Rajevo selo 57, Strošinci 41, Šiškovci 22, Štitar 66, Vrbanja 56 i Županja 89 kuća. 
Djelo " Hrvatska na tajnim zemljovidima 18. i 19. stoljeća", opisuje Gradište kao mjesto udaljeno sat od Cerne, tri sata od Privlake, tri i četvrt sata od Babine Grede, puna dva sata od Štitara, puni sat i tri četvrt od Županje, te tri i pol sata od Otoka. Rijeka Bosut teče prema barskoj grabi Mala Berava. Pošto ispod mlina u nju uvire voda iz graba čini mali zavoj, ostavljajući selo sa svoje desne strane na 1000 koraka udaljenosti. Rijeka je široka 50 do 60 koraka, duboka tri do četiri stope. Ima četiri stope visoke obale i muljevito korito. Od sela osim preko drvenog mosta, ni po kojem vremenu preko te rijeke nema drugog prolaza. Voda joj vrlo slabo teče, ljeti je korisna za napajanje stoke, a zimi je piju i ljudi. Barska graba Mala Berava ljeti je povremeno suha i tada je prohodna pješice na mjestima gdje to ne sprečavaju njezine obale, visoke tri do četiri stope. Brvno za pješake nalazi se 1000 koraka uzvodno od mlina. Bare kraj šume Krašički gaj i u njoj za kišna su vremena također teško prohodne po prolaznim putevima, a ljeti su često potpuno suhe. Blatne dionice i bare na poljima i livadama uokolo sela prema velikoj šumi, a djelomično već u njoj prema istoku, ljeti podjednako presuše pa su prohodne i na mjestima izvan prolaznih putova. Jedina stalna bara Osatna nikada nije prohodna. Sve šume s obje strane Bosuta visoke su i gusto obrasle pa su prohodne samo po prolaznim putovima. Uzvisina Veliko brdo dominira selom i njegovim krajobrazom. Put odavde prema Cerni za suha vremena i suha tla prohodan je i za teška kola, a uporabljiv je, iako teže, i za kišna vremena. Stoga su i za laka kola teško provozni. Crkva i časnički stan u selu te kapela na groblju izvan mjesta drvene su građe.

## Poznate osobe
- Mato Topalović, župnik, član Ilirskog pokreta
- Krešimir Bagić, pjesnik i stilističar
- Šima Jovanovac, glazbenik, pjevač i skladatelj
- Božica Zoko, književnica
- Ivo Mijatović-Ico, književnik
- Vlatko Previšić, pedagog

## Spomenici i znamenitosti
- Kalvarija – križni put i kapela Uznesenja Blažene Djevice Marije na nebo čiju je izgradnju potaknuo teolog i župnik Andrija Šumanovac
- Grobna kapela, Malo brdo
- Župna crkva sv. Franje Asiškog, Gradište
- Kapela poklonac Sveti križ
- Zgrada stare škole
- Zgrada željeznicke postaje

## Obrazovanje
Godine 1774. izašla je naredba da u svakom mjestu koje je sjedište satnije ima biti izgrađena škola. No, kako je ranije istaknuto Cerna je bila središte satnije pa je Gradište još dosta dugo moralo čekati na školu. Spomenute godine u Cerni je osnovana "trivijalka", a u njoj su se školovali imućniji Gradištanci sticavši osnovno obrazovanje, a djevojčice i velik dio dječaka i dalje je ostajao nepismen. 
Oko 1830.g. gotovo sva veća naselja u Vojnoj krajini imaju školu pa tako red dolazi i na Gradište, 15. siječnja 1831. g. Bila je to elementarna odnosno početna škola. Bila je dvorazredna i imala je pedesetak učenika koji su dalje nastavljali školavanje u tzv. petovnici. Početnu školu 1855. polazi 57 učenika a u petovnicu 91 učenik. Pored početne, 1855. otvorena je i njemačka općinska škola koju su pohađali oni "najelitniji", a bila je to nakana da se na taj način pokuša germanizirati mjesno pučanstvo.
Godinu dana kasnije, 1856. g., početna škola prerasta u trorazrednu koja već 1872. ima 270 učenika. Zahtjevom mjesnog školskog vijeća, prosvjetne vlasti odobravaju 1874. otvaranje jednorazredne djevojačke škole. 
Do spajanja djevojačke i dječačke škole dolazi 1883. pa ona prerasta u troodjeljensku mješovitu školu koja djeluje do 1929. kada prerasta u četveroodjeljansku državnu osnovnu školu. 
Peti razred ove škole 1932. prerasta u prvi razred više narodne škole, da bi 1941. bio pretvoren u razred prodžene seoske škole. 
Dakako da su prvi i drugi svjetski rat uvelike onemogućavali nesmetan rad škole ali je ona ipak kontinuirano djelovala. Poslije rata škola dobiva naziv osmogodišnja osnovna škola, a u vremenu od 1957. do 1961. postoje osnovna škola. 
Općina je dugo vremena čekala na učitelja, makar i s najnužnijim osposobljenjem, no nije ga dobila. Napokon je sklopila ugovor s Mlinarom Leopoldom Brunbauerom.  On se očito prevario u računu misleći da će mu u školi biti lakše nego na vodenici gdje je trebao klepati teški kamen i nositi vreće. Kao učitelj s mizernom plaćom od 6 forinti mjesečno i 6 hvati drva, brzo se zasitio učiteljske službe. Tako su od osnutka škole do 1851. posao učitelja obavljali vojnici, zanatlije i seoski momci koji nisu imali potrebno stručno osposobljenje. 
Godine 1851. za učitelja dolazi Gradištanac Đuro Jovanovac koji je završio učiteljsku školu, odnosno preparandiju kako se tada nazivala. Učitelj Jovanovac je s početka poput Brunbauera bio nezadovoljan s plaćom pa je nakon dvije godine službovanja zatražio povišicu. U općini su mu to žustro odbili s primjedbom da bi mu mogli oduzeti koji forint umjesto da mu nešto dodaju. 
Ljutit ovakvim tretmanom Jovanovac napušta gradištansku školu i zamjenjuje ju vojarnom, ali se vrlo brzo, nakon dvije godine vratio svojoj "prvoj ljubavi". Đuro Jovanovac je puno učinio u unaprjeđivanju škole u Gradištu koja je 1873. postala članica pedagoško-književnog zbora. 
Imalo je Gradište u prošlosti dosta učitelja. Neki su službovali dalje od rodnog mjesta. Od profesora spomenimo Šimu Parašilovca koji je službovao u Jagodini i Nišu na gimnaziji. Godine 1873. s radom počinje i prva učiteljica Katarina Vučičević. 
Obuka se u početku održavala u privatnim domovima, najprije u Vršku u kući A. Jovanovca (Jerkovi), zatim u kući Žigmundovaca gdje je nekada bila trgovina "Glaser", pa u gostionici Mate Ribca, a zatim Margetića. Tek 1836. godine općina kupuje drvenu stambenu zgradu koju pretvara u školu. Takvu zgradu nazivali su "škulara", a nalazila se na mjestu današnjeg vatrogasnog doma, da bi 1853. g. bila porušena i na istom mjestu za potrebe škole sagrađena nova drvena grada. Kasnije je sagrađena drvena zgrada zvana škulara. Godine 1874. ispražnjeni su časnički stanovi jer je vojna krajina bila ukinuta pa su stanovi dobiveni za potrebe škole. U njima se održavala nastava. Gradištanac Tuna Babić poklanja školi svoj stan 1956. i gospodarske zgrade s vrtom, a sedamdesetih godina sagrađene su montažne zgrade u dvorištu stare škole, te tako uz adaptaciju stare krčme sačinjavaju prostor škole u kojoj se, nažalost, nastava odvijala doskora. 
8. travnja 2002. svečano je otvorena nova školska zgrada i sportska dvorana. Zahvaljujući organizacijskoj i kadrovskoj sređenosti, usprkost teškim uvjetima, posebnim nastojanjem prosvjetnih djelatnika, škola u Gradištu zauzela je visoko mjesto u valorizaciji rada. 
Učenici su i pored redovite nastave angaširani u mnogim slobodnim aktivnostima te postižu zapažene rezultate i na nacionalnoj razini, često puta bolji od učenika čije su škole bivale daleko opremljenije i imale daleko bolje mogućnosti.
Spomenimo ovdje ipak tradicionalno uspješnu literalnu družinu. Nekada je ova sekcija izdavala svoj časopis a učenički radovi znali bi biti objavljivani u drugim listovima i nagrađivani na regionalnoj i državnoj razini. Napomenimo samo da su 1970. na Republičkom susretu literalnih, novinarskih, recitatorskih i dramskih skupina učenici polučili zavidne rezultate. Učenici i nastavnici znajući pod kojim su uvjetima radili nisu puno očekivali na ovom natjecanju. Među najbolje mlade novinare svrstani su Gradištaci osvojiviši visoko 3. mjesto. Specijalna nagrada Školskih novina također je završila u Gradištu. Bila je to nagrada namijenjena onoj školi koja je postigla izuzetno dobre rezultate u odnosu na svoje mogućnosti i uvjete rada. 

## Udruge
Udruga korisnika bežičnih sustava (GRWireless)
- GRWireless  Arhivirana inačica izvorne stranice od 16. siječnja 2011. (Wayback Machine)

## Šport
- NK Slavonac Gradište
- Taekwon-do klub Sokol Gradište  Arhivirana inačica izvorne stranice od 22. srpnja 2009. (Wayback Machine)

## Vanjske poveznice
- http://www.gradiste.com/  Arhivirana inačica izvorne stranice od 4. ožujka 2006. (Wayback Machine)
- http://www.gradiste.hr/
- http://www.nk-slavonac.com/
- http://www.taekwondo-gradiste.com/  Arhivirana inačica izvorne stranice od 22. srpnja 2009. (Wayback Machine)